# La historia (novela)
La historia es la novela más célebre y más popular de Elsa Morante. Publicada originalmente en Italia en 1974, se inscribe en la tradición de los grandes clásicos del siglo XX. Fue aclamada desde el principio por la crítica y se convirtió en un gran éxito de ventas.
Relata la historia de Ida, maestra de primera enseñanza, viuda y judía y de su hijo Useppe, concebido de un militar alemán que la violó. La historia personal de estos personajes se funde con la que la enmarca: la Segunda Guerra Mundial y los años de la posguerra italiana, de forma que el libro puede leerse como una historia general del siglo XX a través de la historia de sus protagonistas. Elsa Morante muestra en esta obra cumbre su extraordinaria capacidad para contar el drama humano de los más humildes, con esa "pietas cristiana" que caracteriza toda la obra de la autora italiana.
- Datos: Q28517257